# 新站站 (吉林省)
新站站位于中国吉林省吉林市蛟河市新站镇，为中国铁路沈阳局集团吉林车务段管辖。位于拉滨铁路258.036km。经208线路所延至拉法站与长图线连接，又经小新铁路208线路所至小姑家站与长图连接，与拉法站、小姑家站形成三角线。按技术性质为中间站，业务性质为货运办理站。1932年建站，区间闭塞为电气路牌闭塞，列车占用区间凭证为路牌，1953年改为苏式“特列格拉”式电气路签闭塞机，1975年改为继电半自动闭塞，1998年改为6502型大站电气集中联锁设备。现信号楼1998年6月建设，同年10月投入使用。2011年由三等站改为四等站。 
新站曾是重要的铁路地区，设有：新站工务段、新站机务段（"吉局站段”）、新站电务段、新站工务段、铁路小学、铁路中学、铁路俱乐部。2005年，公路交通的不断发达，蛟河与新站之间的通勤列车停止运行。
2024年2月4日，新站火车站旧址建筑群被公布为第八批吉林省文物保护单位，包括新站火车站、新站铁路派出所、新站铁路俱乐部、新站铁路工务段旧址、新站日本宪兵队旧址五部分。

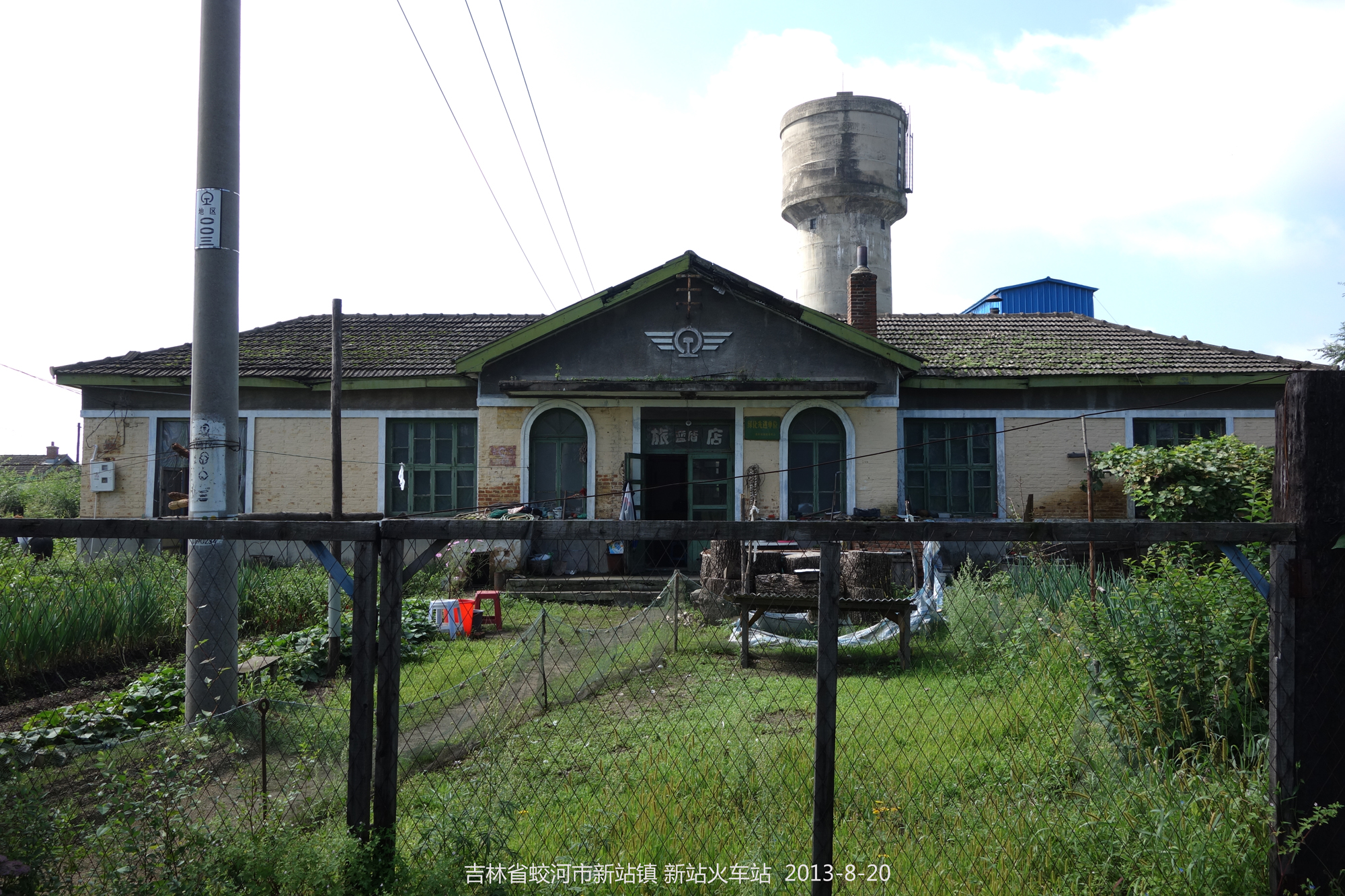
新站铁路派出所旧址
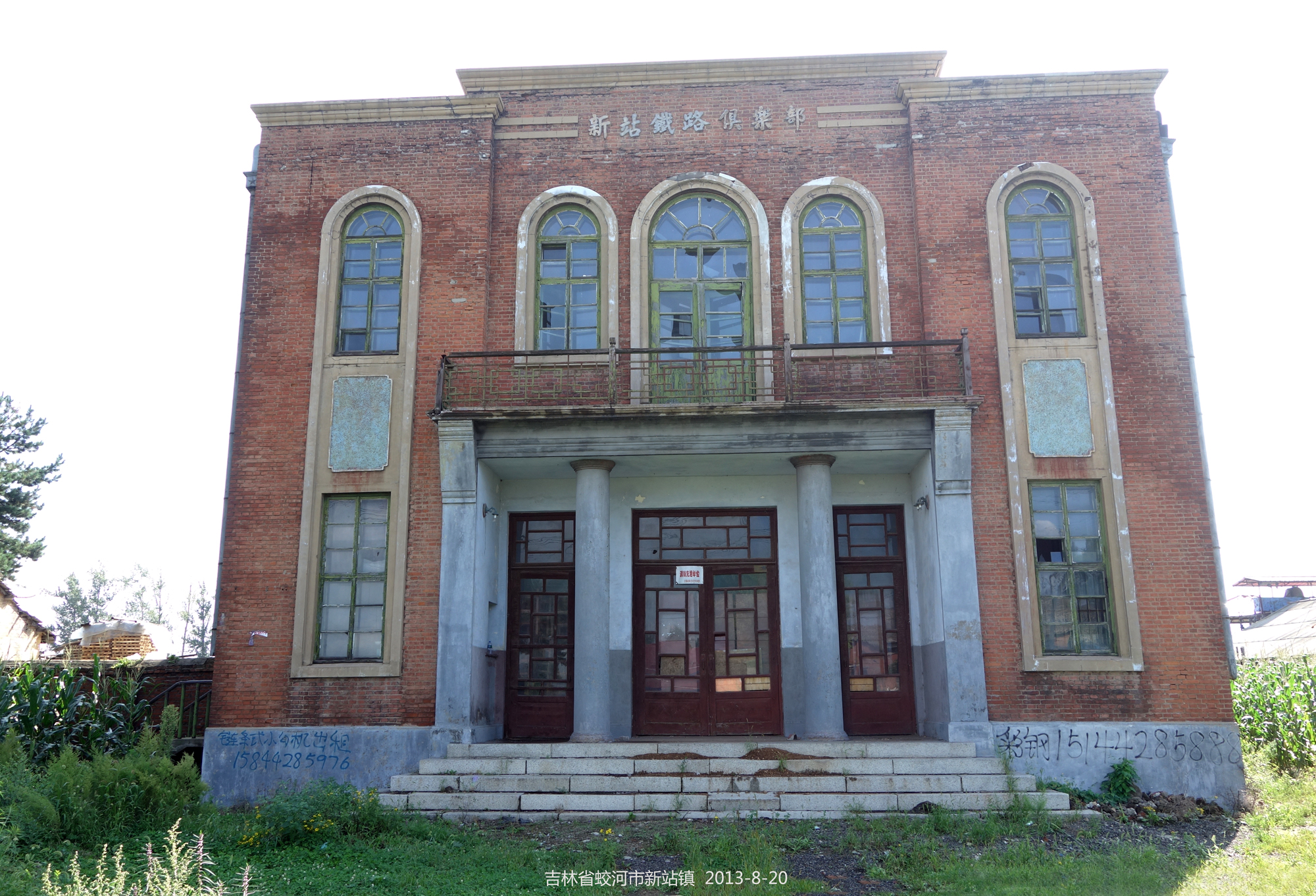
新站铁路俱乐部
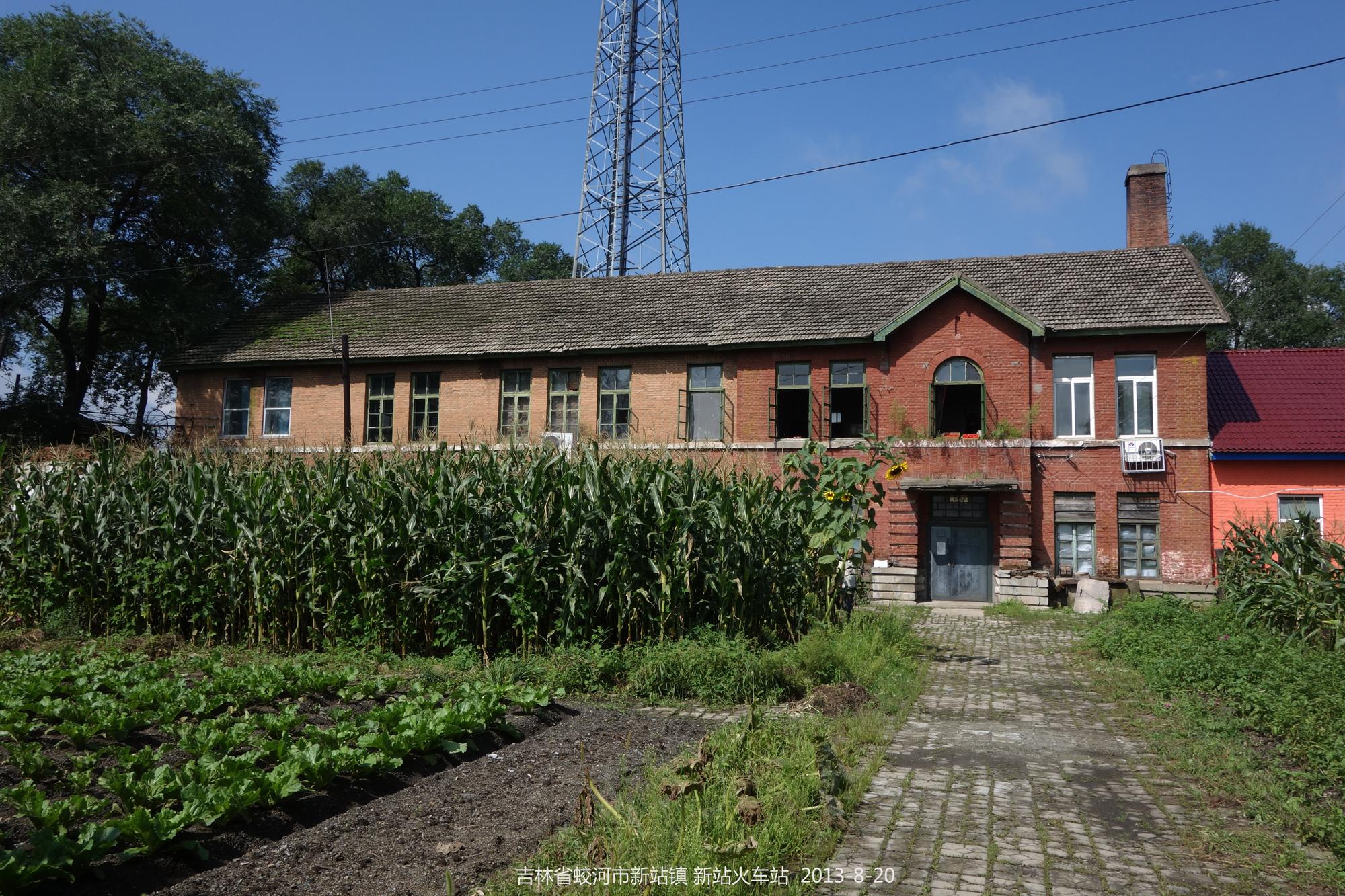
新站铁路工务段旧址

## 业务办理
不办理任何旅客业务。货运业务办理整车，零担货物到发和整车货物承运前保管。